# ماه‌منیر رحیمی
ماه‌منیر رحیمی (متولد ۱۳۴۶ در تهران) نویسنده، روزنامه‌نگار و تهیه‌کننده برنامه‌های رادیویی و تلویزیونی است.

## تحصیلات
ماه‌منیر رحیمی در سال ۱۳۶۴ دیپلم علوم تجربی را از دبیرستان تهذیب تهران دریافت کرد. در سال ۱۳۷۱ در رشتهٔ ادبیات و زبان فرانسه در دانشگاه تهران پذیرفته شد و در سال ۱۳۷۶ از دانشگاه شهید بهشتی (ملی ایران) فارغ‌التحصیل گردید. وی در همان سال دیپلم روزنامه‌نگاری و داستان‌نویسی خود را از مرکز آموزش رسانه‌ها در تهران دریافت کرد. در سال ۲۰۰۰، رحیمی برای ادامه تحصیل به فرانسه مهاجرت کرد و در رشتهٔ علوم ارتباطات در دانشگاه سوربن پاریس به تحصیل پرداخت و تا سال ۲۰۰۴ به تحصیل در این رشته ادامه داد. همچنین وی در سال ۲۰۱۶ در رشتهٔ علوم در حقوق (Science in Law) از  دانشگاه توماس جفرسون در کالیفرنیا فارغ‌التحصیل شد.

## سوابق کاری
در ایران، تهران:
از سال ۱۳۶۵ تا ۱۳۷۳ معلم زبان فارسی بود. در فاصله سال‌های ۱۳۷۳ تا ۱۳۷۷، ویراستار و مدیر اتاق تحریر ماهنامه فرهنگی-فکری «کیان» بود. از سال ۱۳۷۳ تا ۱۳۷۴ به عنوان مدیر داخلی و ویراستار فصلنامه «فرزانه»، ویژه مطالعات علمی مسائل زنان، با سردبیری محبوبه عباس‌قلی‌زاده فعالیت کرد. در سال‌های ۱۳۷۴ تا ۱۳۸۰، از ابتدای تأسیس تا یک سال پس از خروج از ایران عضو انجمن صنفی روزنامه‌نگاران ایران بود. بین سال‌های ۱۳۷۷ تا ۱۳۷۹، به عنوان روزنامه‌نگار در هیئت تحریریه روزنامهٔ «انتخاب» و معاون دبیر گروه «اندیشه» بود.
در جمهوری چک، پراگ:
از سال ۲۰۰۱ تا ۲۰۰۵، گزارشگر و برنامه‌ساز در «رادیو اروپای آزاد/رادیو آزادی» و سپس «رادیو فردا» بود.
در امریکا، واشینگتن:
در سال ۲۰۰۵، به عنوان گزارشگر و مصاحبه‌کننده در صدای آمریکا، بخش خبرها و نظرها فعالیت کرد. بین سال‌های ۲۰۰۵ تا ۲۰۰۷، در دپارتمان زبانشناسی دانشگاه مریلند، گروه تحقیق درباره آموزش زبان فارسی، همکاری داشت. در فاصله سال‌های ۲۰۰۶ تا ۲۰۰۸، برنامه‌ساز برای رادیو زمانه بود. در سال ۲۰۰۷، همکاری در تأسیس نشریه اینترنتی "مردمک"، یکی از سایت‌های خبری–تحلیلی زیر نظر وزارت خارجه آمریکا به زبان فارسی، داشت. بین سال‌های ۲۰۰۸ تا ۲۰۱۵، به رادیو و تلویزیون دولت آمریکا (BBG) بازگشت و به عنوان ژورنالیست و میزبان و تولیدکننده برنامه‌های مختلف رادیویی و تلویزیونی در صدای آمریکا (VOA) فعالیت کرد.
در انگلستان، لندن:
بین سال‌های ۲۰۱۷ تا ۲۰۱۹، به عنوان ژورنالیست ارشد و میزبان برنامه‌های تلویزیونی در شبکه خبری ایران اینترنشنال فعالیت داشت.